# UMMC Jekaterynburg
UMCC Jekaterynburg; ros. УГМК Екатеринбург – rosyjski kobiecy klub koszykarski, powstały w 1938 roku z siedzibą w Jekaterynburgu.
Klub występuje w rozgrywkach Superligi A, a także w Eurolidze.
W latach 2007–2011 w klubie występowała reprezentantka Polski - Agnieszka Bibrzycka.

## Sukcesy
- Mistrzostwa Rosji:
  -  2002, 2003, 2009, 2010, 2011, 2012, 2013, 2014, 2015, 2016
- Puchar Rosji:
  -  2005, 2009, 2010, 2011, 2012, 2013, 2014
- Euroliga:
  -  2003, 2013, 2016
  -  2015